# El cielo abierto
El cielo abierto es una película española de 2001 protagonizada por Sergi López y Mariola Fuentes.

## Sinopsis
Miguel es un joven psiquiatra que acaba de ser abandonado precipitadamente por Sara, su pareja, que se marcha con otro. Por si fuera poco, su suegra iba a pasar unos días en casa. Así pues, sin novia y con la suegra -y además con toda la problemática de los pacientes que trata en el hospital donde trabaja-, Miguel bien puede volverse más loco que aquellos a quienes trata. Todavía más, uno de sus pacientes le roba la cartera. Sin embargo, este último percance devendrá el primer paso para la solución de todas sus desdichas, gracias a Jasmina, la hermana de su paciente ladronzuelo. La cuarta colaboración entre el director Miguel Albadalejo y la escritora Elvira Lindo (Manolito Gafotas) a la que se añade la actriz Mariola Fuentes, que ha participado en tres de sus cuatro películas. La única novedad, pues, es la presencia de un Sergi López definitivamente consolidado en la élite de los actores del cine español. Se trata de una mezcla entre comedia y drama, con las dosis justas de ternura, risas y amargura, muy bien interpretada, además, por todo su elenco.

## Localización de rodaje
La película se rodó en algunos exteriores de la ciudad de Madrid y entre ellos en frente de la Basílica de San Francisco el Grande.

## Premios
Medallas del Círculo de Escritores Cinematográficos de 2001
| Categoría   | Persona     | Resultado |
| ----------- | ----------- | --------- |
| Mejor actor | Sergi López | Ganador   |

## Reparto
| Intérprete            | Personaje         |
| --------------------- | ----------------- |
| Sergi López           | Miguel            |
| Mariola Fuentes       | Jasmina           |
| María José Alfonso    | Elvira            |
| Emilio Gutiérrez Caba | David             |
| Geli Albaladejo       | Carola            |
| Marcela Walerstein    | Sara              |
| Javier Dorado         | Paquito           |
| Elvira Lindo          | Belinda           |
| Antonio Muñoz Molina  | Paciente          |
| David Alcázar         |                   |
| Ángel Alcázar         |                   |
| Mario Arias           |                   |
| Silvia Casanova       | Abuela Jazmina    |
| Leopoldo Casares      |                   |
| Jorge Alcázar         |                   |
| Noé Alcázar           | Niño              |
| Melanie Beleña        | Tatiana           |
| Paca Carrasco         | Madre Quinceañera |
| Diana Cerezo          | Quinceañera       |
| Andrés de la Cruz     |                   |
| Lucía del Río         | Enferma terminal  |
| Federico González     | Jubilado          |
| Víctor Israel         | Abuelo Jazmina    |
| Margarita Lascoiti    | Esposa Frustrada  |
| Vicente Mora          | Paciente          |
| Ernesto Rivera Moya   | Juan de Dios      |
| Antonia Sastre        | Yolanda           |
| Violeta Sánchez       | Susi              |
| Reyes Heredia         |                   |
| Eli Iranzo            |                   |
| Melanie Lauda         |                   |
| Juanjo Martínez       |                   |
| Pilar Ortega          | Juani             |
| Margarita Sánchez     | Madre niño obeso  |
| Mariano Venancio      |                   |
| Félix Álvarez         | Roger             |